# París-Roubaix 2010
La París-Roubaix 2010 fue la 108.ª edición de esta clásica ciclista. Se disputó el domingo 11 de abril de 2010, entre Compiègne y el velódromo André Pétrieux de Roubaix, sobre 259 km en los que pasaron 27 sectores (repartidos en un total de 52,9 km) de pavé.
La prueba perteneció a las Carreras Históricas del UCI World Calendar 2010.
Participaron 25 equipos: 16 de categoría UCI ProTour (todos excepto el Astana y el Footon-Servetto); más 9 equipos de categoría Profesional Continental (el Cervélo Test Team, Bbox Bouygues Telecom, Cofidis, le Crédit en Ligne, Vacansoleil Pro Cycling Team, Skil-Shimano, BMC Racing, Saur-Sojasun, Acqua & Sapone y Androni Giocattoli-Serramenti PVC Diquigiovanni). Formando así un pelotón de 195 ciclistas, con 8 corredores cada equipo (excepto el Liquigas-Doimo, Euskaltel-Euskadi y Acqua & Sapone que salieron con 7 y el Lampre-Farnese Vini que salió con 6), de los que finalizaron 108; aunque solo 74 de ellos dentro del "control".
El ganador final fue Fabian Cancellara que llegó en solitario con 2 minutos de ventaja sobre el dúo formado por Thor Hushovd y Juan Antonio Flecha, respectivamente.

## Desarrollo

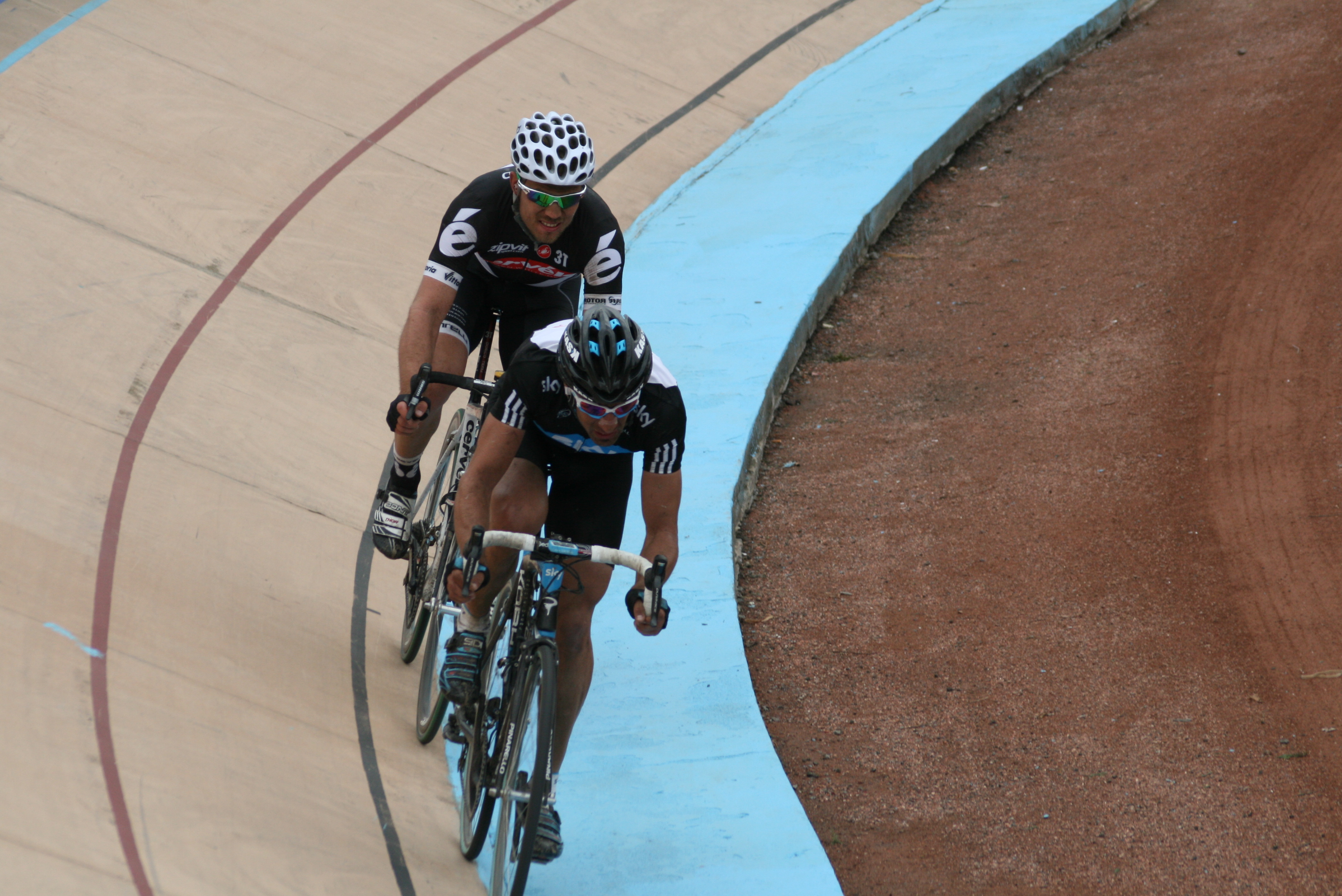
Thor Hushovd y Juan Antonio Flecha a la llegada en la meta.

La carrera arrancó con una numerosa escapada de 19 corredores que apenas inquietó a los hombres importantes del pelotón. A los 100 kilómetros comenzaban los principales pasos adoquinados y la diferencia de los fugados se redujo progresivamente hasta que, a 60 kilómetros para el final, fueron neutralizados.

Era entonces cuando empezaba la verdadera París-Roubaix. Un destacado grupo de 'elegidos' encabezaba la carrera hasta que comenzaron los ataques. Sin embargo, ninguno de ellos tuvo tanta repercusión como el que realizó Fabian Cancellara. El suizo, a menos de 50 kilómetros para el final, aprovechó una tramo de carretera convencional (antes del sector de pavé de Mons-en-Pévèle) para sorprender a todos sus rivales lanzando un latigazo que resultó definitivo.

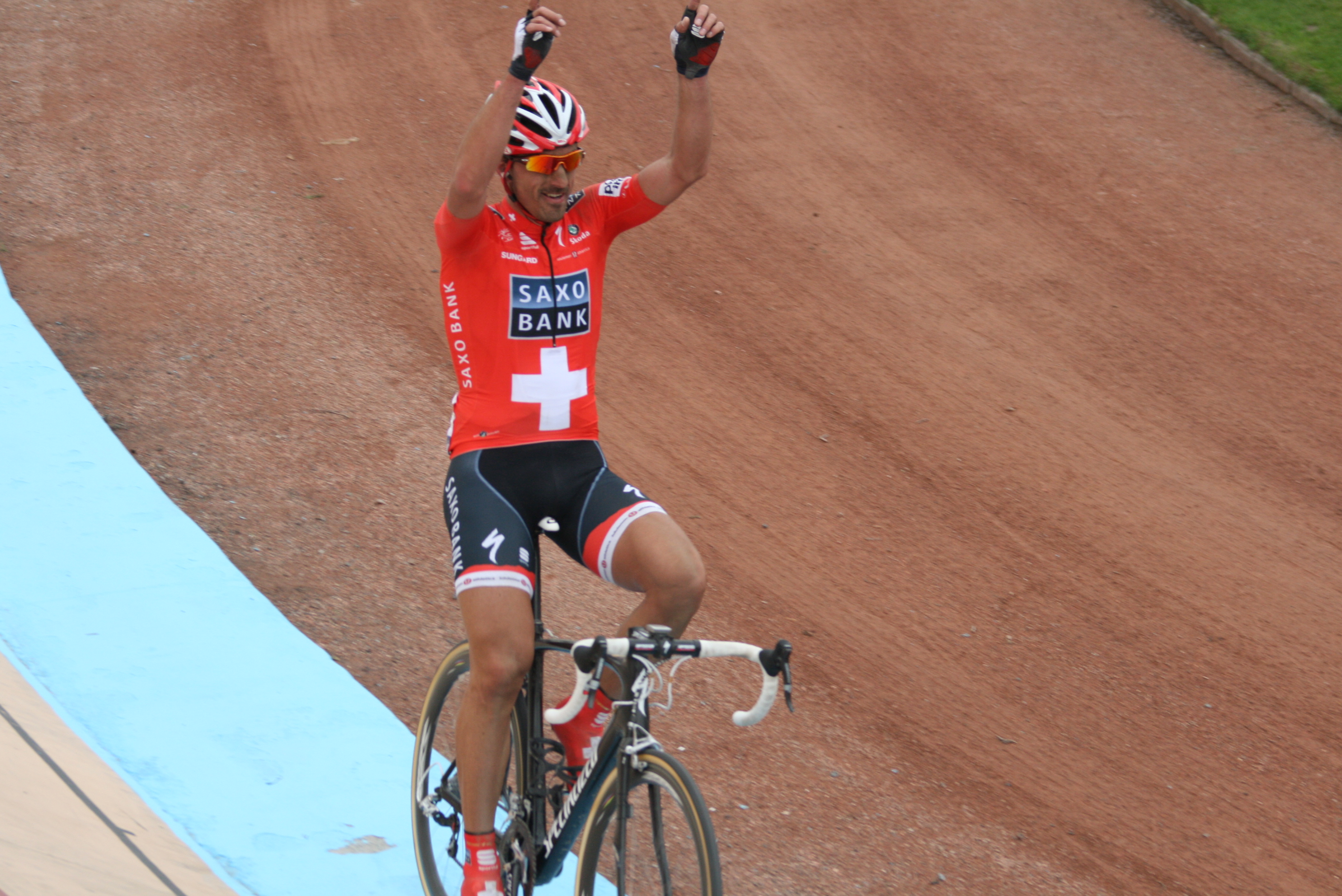
Fabian Cancellara a su llegada al velódromo

Su estrategia fue muy similar a la desplegada una semana antes, en el Tour de Flandes, donde, lanzó un duro ataque a falta de muchos kilómetros consciente de que al sprint sus opciones de victoria se veían sensiblemente reducidas y después, tras rodar en cabeza junto a Tom Boonen, lanzó otro ataque para descolgar al belga mucho más rápido que él en un sprint. Aunque esta vez el suizo atacó en un terreno de asfalto convencional con lo que su ataque pilló más de sorpresa.
Mientras tanto, Boonen, que luchaba por conseguir su cuarta victoria en esta clásica (y la tercera consecutiva), no daba crédito. El ataque de 'la locomotora de Berna' les había dejado clavados y la distancia se amplió enormemente conforme se consumían los metros de asfalto. No obstante, el belga del Quick Step confiaba en poder darle caza en los terrenos de pavé, su gran especialidad.
Pero ya era tarde. Cancellara abrió un hueco cada vez mayor y nada se pudo hacer por evitarlo. Por detrás de él se formó un grupo compuesto por Tom Boonen, Juan Antonio Flecha, Thor Hushovd, Filippo Pozzato, Roger Hammond y Bjorn Leukemans, que veían como, a falta de 20 kilómetros para el final, la ventaja de 'Espartaco' era ya de dos minutos y medio.
Un tiempo y una distancia insalvables para los perseguidores que ya eran conscientes de que la guerra por el triunfo no iba con ellos. Su lucha era otra, la de intentar subir a uno de los dos cajones restantes del podio. Y se pusieron manos a la obra. Juan Antonio Flecha y Thor Hushovd se marcharon en solitario, mientras que Boonen, al que sólo interesaba la victoria, se quedaba atrás.
Al final no hubo sorpresas y Fabian Canacellara pudo disfrutar de un paso triunfal hasta el velódromo de Roubaix, donde completó la reglamentaria vuelta y alzó los brazos para celebrar por segunda vez en su carrera la victoria en esta dura clásica. Por detrás, a dos minutos, llegaban Flecha y Hushovd, que se disputaron el segundo y tercer puesto al sprint siendo vencedor el noruego Hushovd.

## Clasificación final
| Posición | Ciclista            | Equipo             | Tiempo     |
| -------- | ------------------- | ------------------ | ---------- |
| 1.       | Fabian Cancellara   | Saxo Bank          | 6h 35' 10" |
| 2.       | Thor Hushovd        | Cervélo            | + 2' 00"   |
| 3.       | Juan Antonio Flecha | Sky                | m.t.       |
| 4.       | Roger Hammond       | Cervélo            | + 3' 14"   |
| 5.       | Tom Boonen          | Quick Step         | m.t.       |
| 6.       | Björn Leukemans     | Vacansoleil        | m.t.       |
| 7.       | Filippo Pozzato     | Katusha            | + 3' 46"   |
| 8.       | Leif Hoste          | Omega Pharma-Lotto | + 5' 16"   |
| 9.       | Sébastien Hinault   | Ag2r-La Mondiale   | + 6' 27"   |
| 10.      | Hayden Roulston     | HTC-Columbia       | + 6' 59"   |